# Blanot (Saône-et-Loire)
Blanot é uma comuna francesa na região administrativa de Borgonha-Franco-Condado, no departamento de Saône-et-Loire. Estende-se por uma área de 11,52 km². Em 2010 a comuna tinha 181 habitantes (densidade: 15,7 hab./km²).